# ゆみーる鎌取ショッピングセンター
ゆみ～る鎌取ショッピングセンターは、千葉県千葉市緑区にあるイオンスタイルを中核店舗とする新都市ライフホールディングスのショッピングセンターである。

## 沿革
- 1994年（平成6年）3月18日 - 扇屋ジャスコ鎌取店を核店舗とするゆみ～る鎌取ショッピングセンターとして開業[2]。
- 1999年（平成11年）8月21日 - 当初の運営会社であった扇屋ジャスコ株式会社がジャスコ株式会社（現：イオン株式会社）に吸収合併[4]。扇屋の名称を削除[4]。
- 2008年（平成20年）8月21日 - イオンの企業再編に伴い、店舗運営会社がイオン株式会社からイオンリテール株式会社に変更[5]。
- 2011年（平成23年）3月1日 - イオングループの店舗ブランド再編に伴い、核店舗の名称をジャスコからイオンに変更[6]。
- 2015年（平成27年）4月24日 - 全館改装を行い、イオン鎌取店はイオンスタイル鎌取に改称[7]。

## フロア

### 本館および立体駐車場
| 階 | フロアガイド                                                               | 連絡通路 | 区役所側駐車場 |
| -- | -------------------------------------------------------------------------- | -------- | -------------- |
| R  | 鎌取駅側駐車場（本館6F→区役所側RFとの横断可能）                            | なし     | RF             |
| 7  | 鎌取駅側駐車場（本館6F→区役所側RFとの横断可能）                            | なし     | RF             |
| 6  | 鎌取駅側駐車場（本館6F→区役所側RFとの横断可能）                            | なし     | RF             |
| 5  | レストランとサービス・カルチャーのフロア・クリニック ※フロアの一部は駐車場 | 5F→7F    | 7F             |
| 5  | レストランとサービス・カルチャーのフロア・クリニック ※フロアの一部は駐車場 | 5F→7F    | 6F             |
| 4  | 暮らしと趣味のフロア                                                       | 4F→5F    | 5F             |
| 3  | キッズとファミリーのフロア                                                 | 3F→4F    | 4F             |
| 3  | キッズとファミリーのフロア                                                 | 3F→4F    | 3F             |
| 2  | 婦人と紳士のファッションフロア （JR鎌取駅南口ペデストリアンデッキ）        | 2F→2F    | 2F             |
| 1  | 食品と健康・美のフロア                                                     | 1F→1F    | 1F             |

## ギャラリー

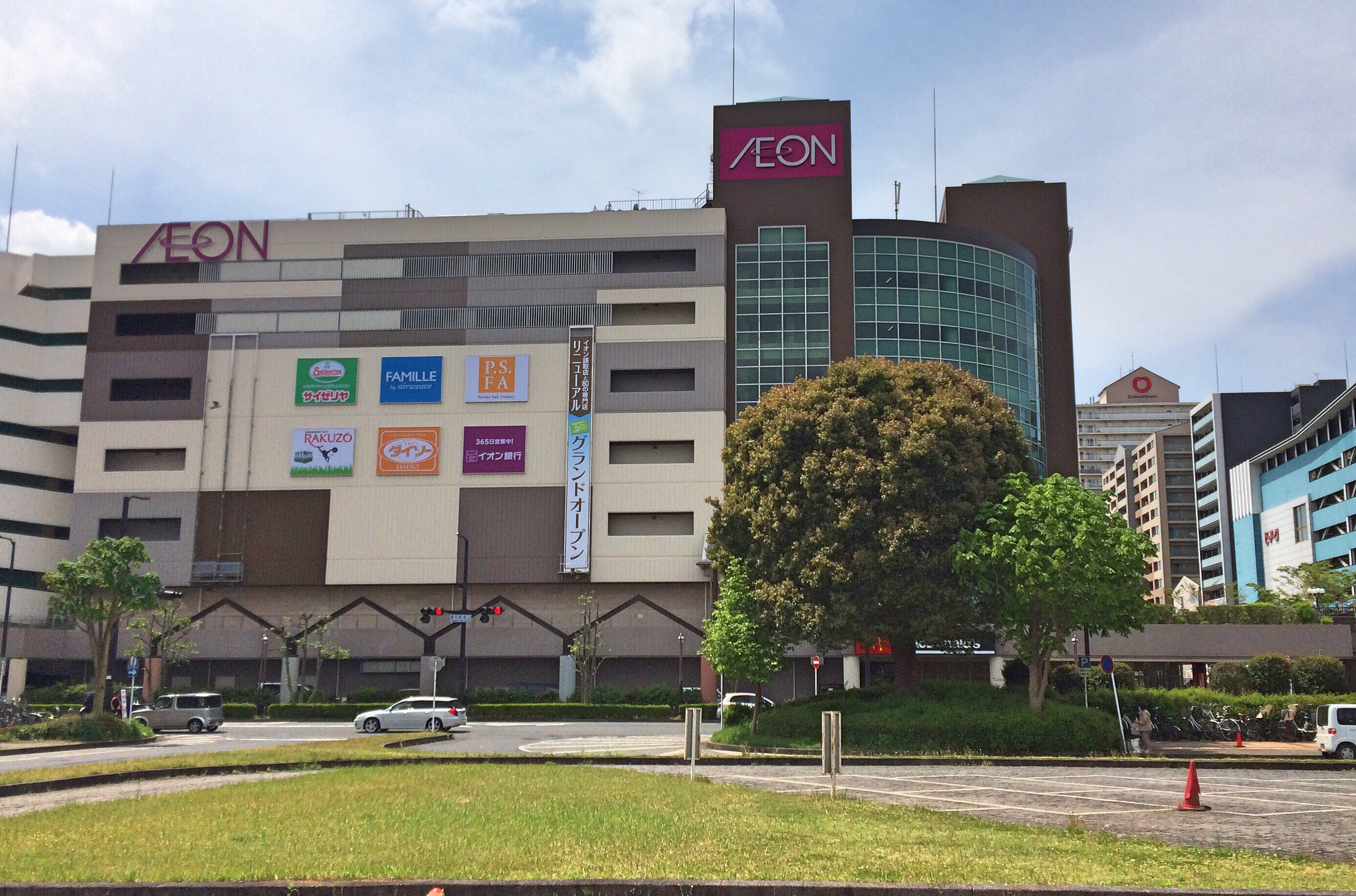
駅側全体（2015年4月）
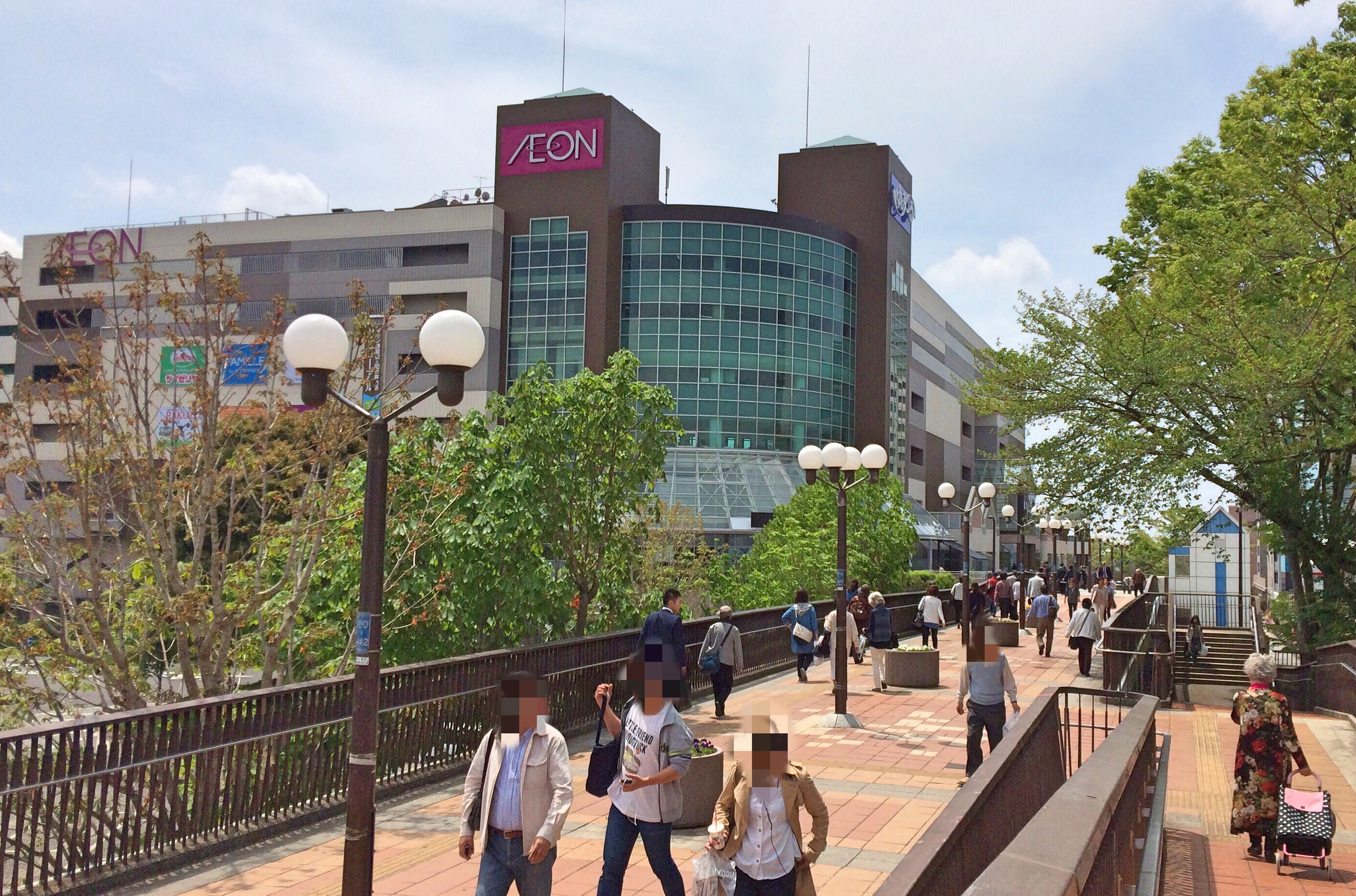
南口ペデストリアンデッキから（2015年4月）

## 周辺

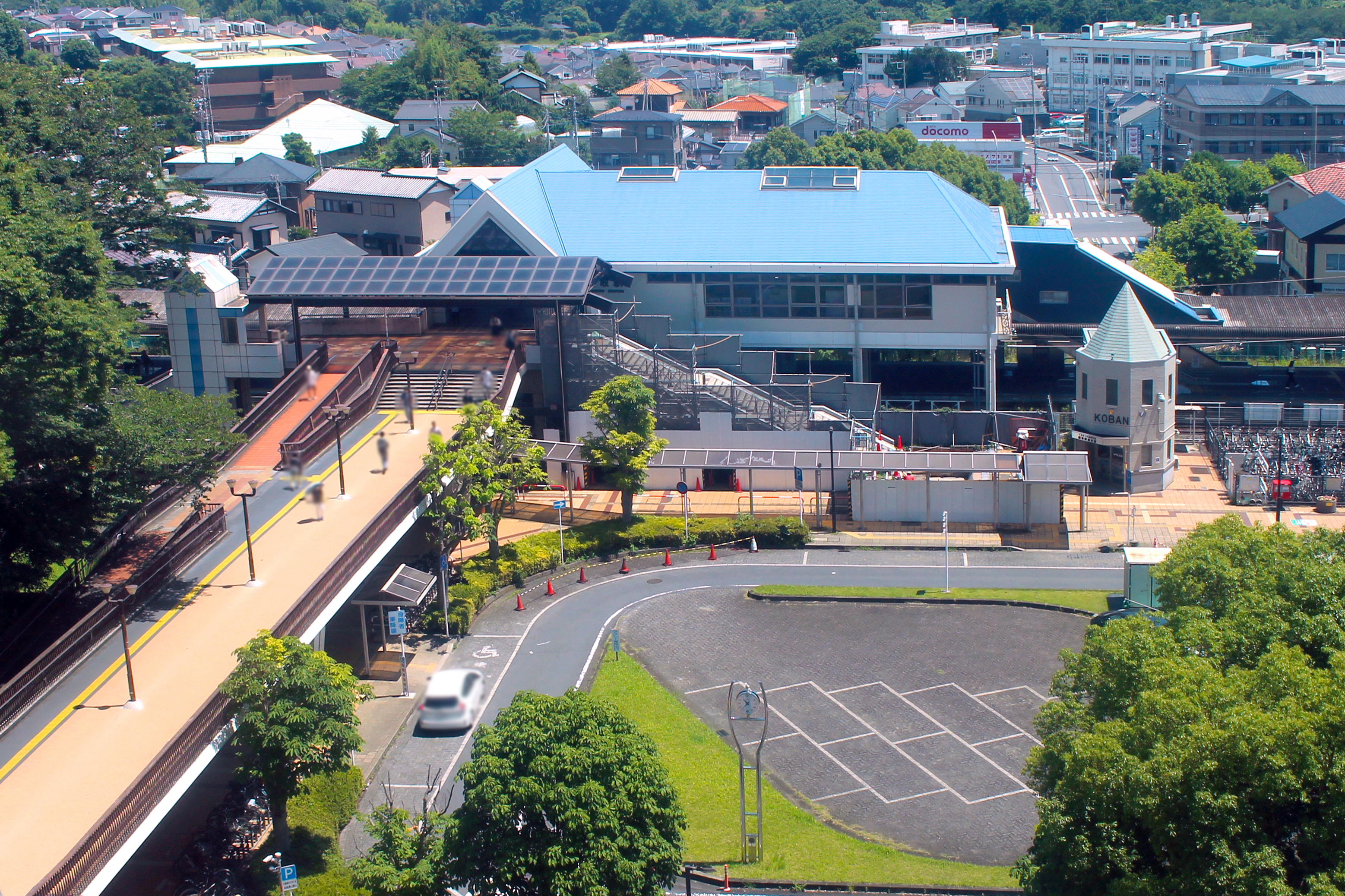
立体駐車場から望む鎌取駅南口

- 鎌取駅
- 千葉市緑区役所
- 千葉緑郵便局